# Элиза Джейн
Элиза Джейн (англ. Eliza Jane; род. 7 сентября 1993 года в Сан-Диего, Калифорния, США) — американская порноактриса. Лауреат премии AVN Awards в категории «Лучшая актриса — полнометражный фильм» (2019).

## Карьера
Пришла в индустрию для взрослых в марте 2016 года в возрасте 22 лет. Первое время снималась в сценах традиционного и лесбийского секса. В фильме The Art of Anal Sex 5 студии Tushy впервые снялась в сцене анального секса. В фильме Black & White 9 студии Blacked впервые снялась в сцене межрасового секса. Актрису представляет агентство East Coast Talent.
Снимается для студий Airerose Entertainment, Cherry Pimps, Digital Sin, Elegant Angel, Evil Angel, Girlfriends Films, Girlsway, Hard X, Kink.com, Sweetheart Video, Pure Taboo, Twistys.com и других. Также выступает в качестве вебкам-модели на сайте Chaturbate.
В мае 2017 года стала первой CyberCutie журнала Penthouse. В марте 2018 года была выбрана девушкой месяца порносайта Girlsway.
За работу в фильме Anne: A Taboo Parody была награждена в январе 2019 года премией AVN Awards в категории «Лучшая актриса — полнометражный фильм». Также стала одной из лауреатов премии AVN в категории «Лучшая лесбийская групповая сцена» (за фильм A Flapper Girl Story).
По данным сайта IAFD на август 2021 года, снялась в более чем 120 порнофильмах и сценах.

## Награды и номинации
| Год  | Награда                    | Результат | Категория | Фильм                          |
| ---- | -------------------------- | --------- | --- | ------------------------------ |
| 2017 | AVN Award                  | Номинация | Награда поклонников: самый горячий новичок                                                                            | н/д                            |
| 2017 | NightMoves Award           | Номинация | Лучшая новая старлетка                                                                                                | н/д                            |
| 2018 | AVN Award                  | Номинация | Лучшая новая старлетка                                                                                                | н/д                            |
| 2018 | AVN Award                  | Номинация | Лучшая сцена мастурбации/стриптиза                                                                                    | The Confession Booth           |
| 2018 | Spank Bank Technical Award | Победа    | Best Potential SNL Host EVER!                                                                                         | н/д                            |
| 2018 | XBIZ Award                 | Номинация | Лучшая сцена секса — гонзо (вместе с Рамоном Номаром)                                                                 | The Dirty Dolls                |
| 2018 | XCritic Award              | Победа    | Лучшая лесбийская сцена (вместе с Джилл Кэссиди, Скарлетт Сэйдж, Хани Голд и Эдин Блэр)                               | Unleashed                      |
| 2019 | AVN Award                  | Победа    | Лучшая актриса — полнометражный фильм                                                                                 | Anne: A Taboo Parody           |
| 2019 | AVN Award                  | Победа    | Лучшая лесбийская групповая сцена (вместе с Айви Вульф и Дженной Сативой)                                             | A Flapper Girl Story           |
| 2019 | AVN Award                  | Номинация | Лучшая лесбийская групповая сцена (вместе с Джилл Кэссиди, Скарлетт Сэйдж и Хани Голд)                                | Unleashed                      |
| 2019 | AVN Award                  | Номинация | Лучшая сцена группового секса (вместе с Дерриком Пирсом, Еленой Кошкой, Кейси Калверт, Кристен Скотт и Сетом Гэмблом) | Anne: A Taboo Parody           |
| 2019 | AVN Award                  | Номинация | Лучшая сцена мастурбации/стриптиза                                                                                    | Loving Myself                  |
| 2019 | AVN Award                  | Номинация | Мейнстрим-предприятие года                                                                                            | подкаст Getting Doug With High |
| 2019 | Fleshbot Award             | Номинация | Лучшая сцена группового секса (вместе с Дерриком Пирсом, Еленой Кошкой, Кейси Калверт, Кристен Скотт и Сетом Гэмблом) | Anne: A Taboo Parody           |
| 2019 | Inked Award                | Номинация | Лучшая лесбийская сцена (вместе с Черри Торн)                                                                         | Shush                          |
| 2019 | NightMoves Award           | Номинация | Лучшая актриса | н/д                            |
| 2019 | Spank Bank Award           | Победа    | Most Talented Tongue (Best Girl/Girl Kisser of the Year)                                                              | н/д                            |
| 2019 | Spank Bank Technical Award | Победа    | Not So Innocent | н/д                            |
| 2019 | XBIZ Award                 | Номинация | Лучшая актриса — полнометражный фильм                                                                                 | Anne: A Taboo Parody           |
| 2019 | XBIZ Award                 | Номинация | Лучшая сцена секса — полнометражный фильм (вместе с Томми Пистолом)                                                   | Anne: A Taboo Parody           |
| 2019 | XRCO Award                 | Номинация | Лучшая актриса | Anne: A Taboo Parody           |

## Избранная фильмография
- 2016 — Amateur Introductions 23
- 2017 — Real Teens
- 2017 — Student Bodies 6
- 2017 — The Confession Booth
- 2017 — The Dirty Dolls
- 2017 — Women Seeking Women 137
- 2017 — Young and Curious 3
- 2018 — Anal Taste Test
- 2018 — Anne: A Taboo Parody[21]
- 2018 — Daddy, I’ve Never Squirted Before! 3